# خوان خوسيه غارسيا أوتشوا
خوان خوسيه غارسيا أوتشوا (بالإسبانية: Juan José García Ochoa)‏ هو سياسي مكسيكي، ولد في 4 يونيو 1969 في غواناخواتو في المكسيك. حزبياً، نشط في حزب الثورة الديمقراطية. وقد انتخب عضو مجلس النواب المكسيك.